# Al·lèrgiques al Pol·len
Al·lèrgiques al Pol·len és un grup català de música pop format a principis de l'any 2020 per sis joves nascudes a la Vila de Gràcia.

## Trajectòria
El grup va ser creat a principis del 2020 a la plaça del Sol per sis amigues catalanes. El moment va coincidir amb l’esclat de la pandèmia de COVID-19 que va provocar l'anul·lació dels primers concerts que el grup tenia contractats com a sextet. Això no obstant, combinant feines precàries, estudis i altres projectes sense ànim de lucre, van anar presentant les cançons que portaven temps preparant, fins que van finalitzar el seu primer àlbum autoeditat De cero. Publicat el 3 de juliol de 2020, compta amb deu cançons que formen un total de 36 minuts de música. El 19 de març va sortir el primer senzill del disc, «El último día», i abans de la publicació del disc ja eren tres els temes que havien sortit anticipadament amb «Caen» i «Virreina».
Mesos després, amb les restriccions de la pandèmia que començaven a relaxar-se, van presentar-se al concurs musical de grups joves Desconnecta, on van quedar finalistes juntament amb Ariox i Remei de Ca la Fresca.
Un any més tard van publicar el seu segon àlbum, De sobretaula, de la mà de la discogràfica Segell Microscopi. Els nous temes van estar masteritzats i enregistrats a l'estudi MGTZM de Vic per Joan Borràs, membre d'Oques Grasses. El disc es va publicar el 14 d'octubre de 2021 i consisteix en un recull de set cançons. El concepte del títol fa referència als moments compartits i gaudits després d'un dinar de Nadal, d'una calçotada amb amigues o d'un sopar a la fresca en una nit d'estiu. Les primeres cançons van atraure l'atenció dels premis Enderrock i Al·lèrgiques al Pol·len va entrar a la primera fase de votacions optant al millor disc de pop-rock i millor artista revelació.
L'11 d'abril de 2023, després d'un any i mig i dos treballs que es submergien en la música pop, va arribar Cants, crits i baralles, el tercer disc de la girlband. En aquest cas a més de comptar amb Joan Borràs a la producció també va participar-hi Lluís Cabot. Compta amb 10 cançons que formen un total de 30 minuts de música, en aquest cas amb un estil més directe, descarat i ballable. El grup va presentar en directe aquest tercer àlbum el 27 d’abril al Centre Artesà Tradicionàrius en un concert on es van exhaurir totes les entrades. L'11 de juliol va obrir el cicle d'Els vespres de la UB en la seua XVIII edició que apostava per un cartell amb ritmes festius i reflexions al voltant de debats actuals, com els drets LGTBIQ+ i la salut mental.
El 5 de abril de 2024, va sortir el senzill «Carinyu meu». Un tema de pop-rock en el que sense abandonar del tot la seua influència indie amb guitarres, produeixen un so trencat que s'allunya de l'estètica anterior més polida. En aquest senzill, el sextet va anar als estudis Pogo de Madrid amb els productors Ade Martín (ex Hinds) i l'Epona (La Plata). El grup va començar la gira l'estiu de 2024 «L'amor està en flames» el 19 de abril a Sant Feliu de Llobregat.

## Estil
Al·lèrgiques al Pol·len és una girlband catalana formada per sis joves del barri de Gràcia que fan les seues pròpies cançons. Es caracteritzen per una fusió de pop, rumba i folk mesclat amb altres estils. Entenen la música com a mètode d'expressió i comunicació amb el món i transmeten històries a qui vulgui escoltar-les. El sextet, d'acord amb les paraules de la música Joana Subirats «prova de donar-li un toc de comèdia i ironia a les lletres per a explicar les històries.
Com a referents tenen al grup català Roba Estesa, un grup transfeminista format el 2011 al Camp de Tarragona. A nivell estatal destaquen Ginebras, Hinds, Cariño i Shego, artistes en què el grup s'inspira per a evolucionar el seu so.

## Membres
- Marina Rico (veu principal)[5]
- Joana Subirats (segona veu i guitarra clàssica)
- Maria Riba (teclat)
- Emma Dotres (guitarra elèctrica)
- Berta Batiste (bateria, pad i saxo)
- Ona Salabert (baix)

## Discografia
- De cero (autoeditat, 2020).
- De sobretaula (Segell Microcospi, 2021)[5]
- Cants, crits, baralles (Music Bus, 2023)[12]
- Al·larma (Niu & Montebello, 2024).

## Col·laboracions
- «No et canto amb pena», amb Ariox, forma part del segon disc De sobretaula.
- «Bombolles», és el primer senzill del disc Cants, crist i baralles i compta amb la col·laboració de Maria Jaume. Té a veure amb la superació personal i el fet d'enfrontar-te a una situació difícil per a deixar-la enrere.[7]
- «Gossejar», col·laboració amb el grup Oques Grasses. El tema va sortir el 12 d’abril de 2024 i forma part de l'àlbum complet d'Oques Grasses Fruit del deliri.